# Shunkichi Kikuchi
Shunkichi Kikuchi (菊池俊吉, Kikuchi Shunkichi) (1er mai 1916 - 5 novembre 1990) est un photographe japonais surtout connu pour sa documentation de Hiroshima et Tokyo immédiatement après la Seconde Guerre mondiale.
Kikuchi naît à Hanamaki dans la préfecture d'Iwate le 1er mai 1916. Une fois diplômé de l'école orientale de photographie, Kikuchi travaille dans la division photographique de Tokyo Kōgeisha et commence sa carrière en tant que photographe d'informations. En 1941, il travaille dans le département photographique de Tōhōsha, société créée par Sōzō Okada  et en 1942 est membre de l'équipe de photographes du magazine Front. Son travail l'emmène en Chine, dans le Manchukuo et aux Philippines.

En 1945, le ministère de l'éducation organise le « groupe d'information du conseil des sciences du comité spécial du Japon sur les dommages causés par la bombe atomique, Hiroshima / Nagasaki » et commande le Nippon Eiga-sha comme sa division de documentaires filmés[pas clair]. Kikuchi travaille comme photographe attaché à la division où il est responsable de clichés à des fins médicales. Il enregistre les effets de la bombe atomique d'Hiroshima du 30 septembre au 22 octobre 1945. En novembre, il retourne photographier Tokyo, notamment une maison pour les enfants vagabonds.

Photographies de Shunkichi Kikuchi à Hiroshima
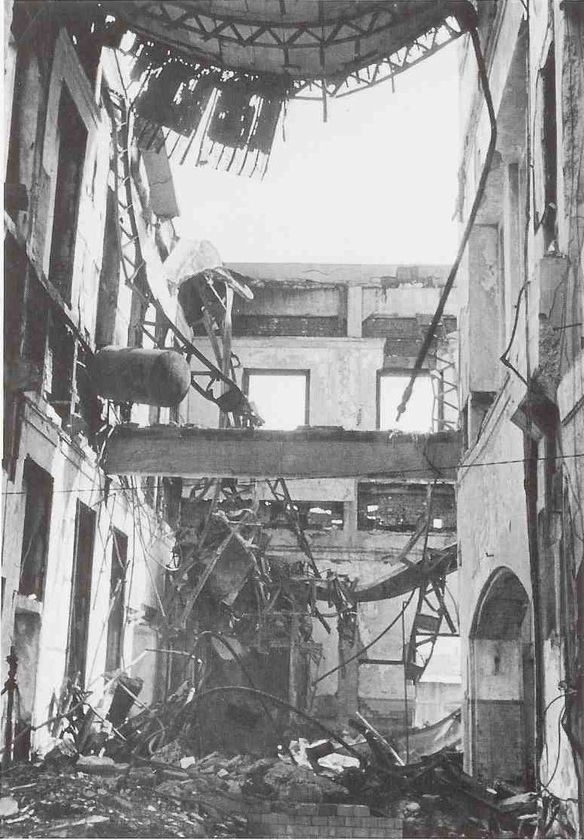
Station d'Hiroshima, octobre 1945.
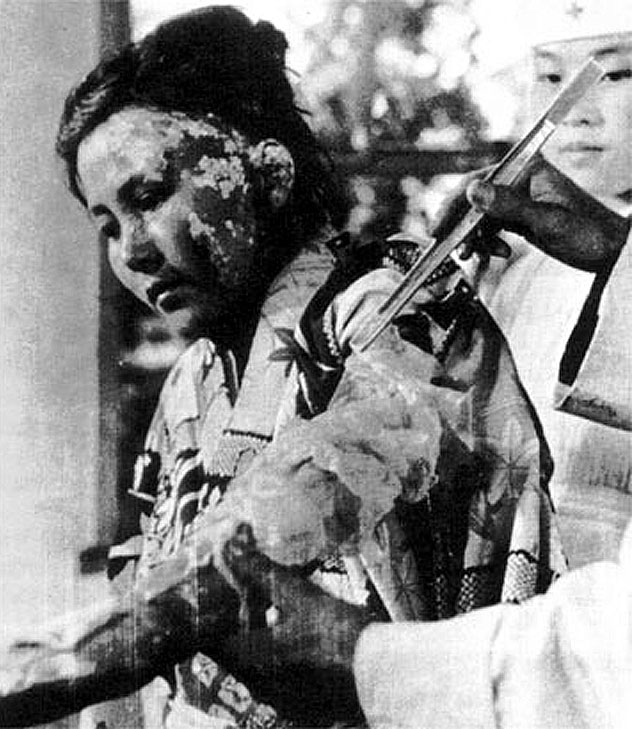
Toyoko Kugata, à l'âge de 22 ans, est soignée à l'hôpital de la Croix-Rouge d'Hiroshima, 6 octobre 1945.
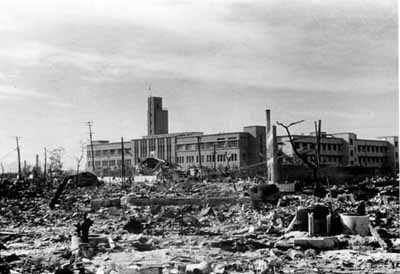
Hôpital de la Croix-Rouge d'Hiroshima, 6 octobre 1945.

Kikuchi contribue également à créer un nouveau magazine où il s'engage pour la première fois dans la photographie scientifique. À partir de 1951, les photographies de Kikuchi sont publiées dans des magazines de premier plan comme Sekai, Chūōkōron et Fujin Kōron.
Kikuchi meurt à l'âge de 74 ans le 5 novembre 1990 d'une leucémie que beaucoup attribuent à son important travail dans un Hiroshima irradié.

## Albums avec clichés de Kikuchi
(par ordre chronologique)
- Yūenchi (ゆうえんち). Tokyo : Toppan, 1954.
- Kikaika butai no shuryoku sensha (機械化部隊の主力戦車). Rikugun Shashinshū. Tokyo : Green Arrow, 1994.  (ISBN 4-7663-3158-3).
- Association to Establish the Japan Peace Museum, ed. Ginza to sensō (銀座と戦争) / Ginza and the War. Tokyo : Atelier for Peace, 1986.  (ISBN 4-938365-04-9). Kikuchi est un des dix photographes qui fournissent 340 photographies pour cette grande et bien documentée histoire photographique de Ginza de 1937 à 1947. Légendes et textes sont en japonais et anglais.
- Hiroshima: Sensō to toshi (広島：戦争と都市). Tokyo : Iwanami, 1987.  (ISBN 4-00-003522-3).
- Kaku: Hangenki (核：半減期) / The Half Life of Awareness: Photographies de Hiroshima et Nagasaki. Musée métropolitain de photographie de Tokyo, 1995.  Catalogue d'exposition ; légendes et texte en japonais et en anglais. Neuf de ses photos de traitement médical à Hiroshima sont reproduites.
- (ja) Shashinka wa nani o hyōgen shita ka: 1945-1960 (写真家はなにを表現したか1945～1960, What were photographers expressing: 1945-1960). Tokyo : Konica Plaza, 1991.  p. 16, 17.
- (avec Ihei Kimura, Kiyoshi Sonobe et autres) Tōkyō sen-kyūhyaku-yonjūgonen, aki (東京一九四五年・秋) / Tokyo : Fall of 1945. Tokyo : Bunka-sha, 1946. Livret agrafé de photographies en sépia de la vie à Tokyo immédiatement après la fin de la guerre. (Le mot aki dans le titre indique clairement que chute signifie ici l'automne et non défaite.) Texte et légendes en japonais et en anglais[1].
- Tōkyō: Toshi no shisen (東京：都市の視線) / Tokyo : A city perspective. Musée métropolitain de photographie de Tokyo, 1990.  Comprend deux photographies de Tokyo prises immédiatement après la guerre. Texte et légendes en japonais et en anglais.